# Putzenrieth
Putzenrieth ist ein Ortsteil des Marktes Eslarn im oberpfälzischen Landkreis Neustadt an der Waldnaab.

## Geographische Lage
Der Weiler Putzenrieth liegt rund 3 km westlich von Eslarn auf einer Rodungsfläche an der Staatsstraße 2155 nach Moosbach.
Die Nachbarorte sind im Norden Thomasgschieß, im Osten Eslarn, im Süden Roßtränk und im Westen Ödbraunetsrieth.

## Geschichte
Putzenrieth gehört zu den ältesten Siedlungsstätten, die Anfang des 11. Jahrhunderts bei 
der Rodung und Besiedlung des Gemeindegebietes des heutigen Eslarns entstanden.
Diese ältesten Siedlungsstätten sind die heutigen Ortsteile
Büchelberg, Putzhof, Oberaltmannsrieth, Putzenrieth, Paßenrieth, Gmeinsrieth (ursprünglich: Mansenrieth) und
Öd (ursprünglich: Behaimrieth, das ist Böhmer- oder Böhmischrieth).
Die Endung -rieth deutet auf Rodung hin.
Die Nachkommen des Putzo, der in Putzhof saß, gründeten das westlich gelegene Putzenrieth.
1204 zerstörte Ottokar I. Putzenrieth. Es lag dann öde und wurde erst 1324 durch Abt Hermann von Kastl neu kolonisiert. Die dort angelegten 8 Höfe wurden zu Kastl'schen Zinsgütern gemacht.
1628 zahlte Putzenrieth 11 Gulden 49 Kreuzer Jahressteuer.
Nach Ende des Dreißigjährigen Krieges hatte Putzenrieth noch fünf Haushaltungen.
Zum Stichtag 23. März 1913 (Osterfest) wurde Putzenrieth als Teil der Pfarrei Eslarn mit 6 Häusern und 54 Einwohnern aufgeführt.
Am 31. Dezember 1990 hatte Putzenrieth 13 Einwohner und gehörte zur Pfarrei Eslarn.